# Takács Klára (operaénekes)
Takács Klára (Lengyeltóti, 1945. április 24. – Budapest, 2017. január 21.) Kossuth-díjas magyar operaénekesnő, mezzoszoprán.

## Élete
A Zeneművészeti Főiskola ének-opera szakán szerzett diplomát 1973-ban. Gluck Orfeusz és Euridiké című operájának a címszerepében mutatkozott be az Operaházban, ahol 1973 és 1989 között az egyik vezető mezzoszoprán énekes volt. 
Vendégszerepelt Európa több híres operaházában, az Egyesült Államokban, Japánban és Argentínában. A világ 45 városában lépett fel, többek között a New York-i Metropolitanben és Carnegie Hall-ban, a bécsi Staatsoperben, a velencei La Fenice-ben illetve a Salzburgi Ünnepi Játékokon. Opera, oratórium- és dallemezei közül nyolcat nemzetközi nagydíjjal jutalmaztak.
Az 1982-ben megjelent Mahler Gyermekgyászdalok című lemezét a Francia Akadémia előadói nagydíjjal ismert el.

## Főbb szerepei
- Adalgisa (Bellini: Norma)
- Judit (Bartók Béla: A kékszakállú herceg vára)
- Júlia (Bellini: Rómeó és Júlia)
- Cherubin (Mozart: Figaro házassága)
- Marina (Muszorgszkij: Borisz Godunov)
- Erda (Richard Wagner: A Rajna kincse)
- Dorabella (Mozart: Così fan tutte)
- Zaira (Rossini: A török Itáliában)

## Díjai, elismerései
- Liszt Ferenc-díj (1979)
- Székely Mihály-emlékplakett (1980)
- A Magyar Köztársasági Érdemrend tisztikeresztje (2007)
- Prima díj (2011)
- Kossuth-díj (2014)
- Örökségünk – Somogyország Kincse (2025)[3]